# المعادي
المَعَادِي إحدى أشهر مناطق العاصمة المصرية القاهرة، تقع في جنوب المدينة على الضفة الشرقية من نهر النيل، ويعتبر حي «المعادي القديمة» من أرقى المناطق السكنية في العاصمة المصرية وأكثرها كلفة. تدين بنشأتها للخديوي إسماعيل والذي شيد في عهده خط السكك الحديدية  لاستثمار منطقة حلوان. وأنشأ شومان أول محطة للطاقة الحرارية الشمسية في العالم في ضواحيها.

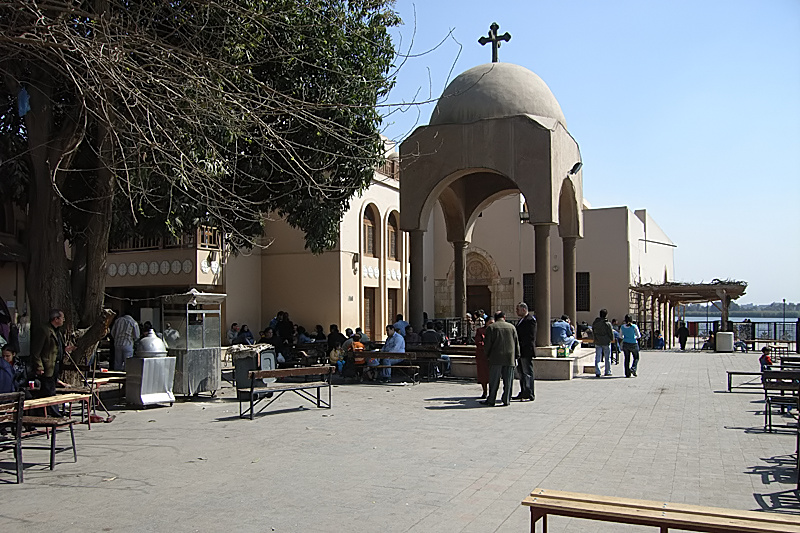
كنيسة العذراء مريم بالمعادي

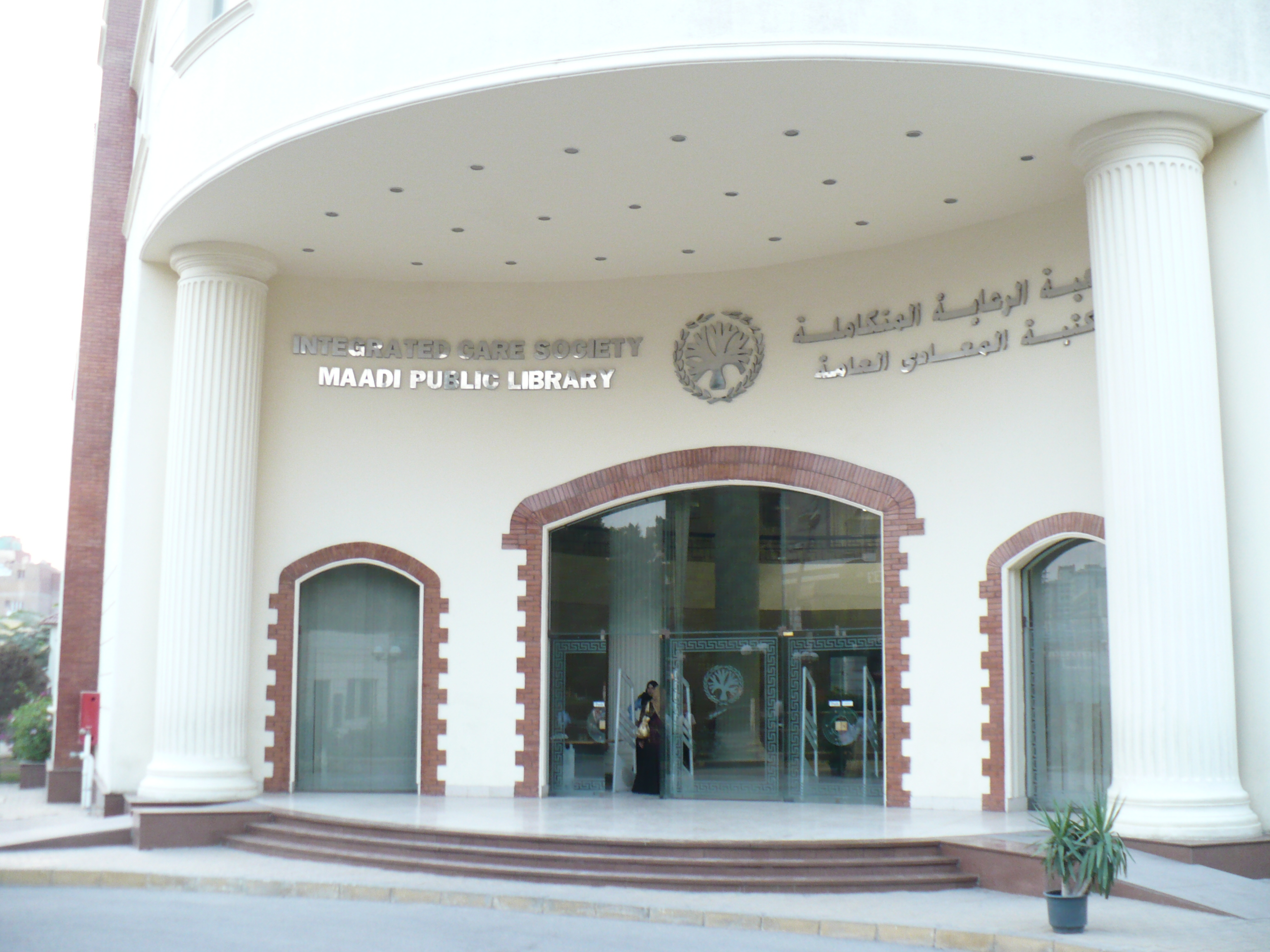
بالمعادي.

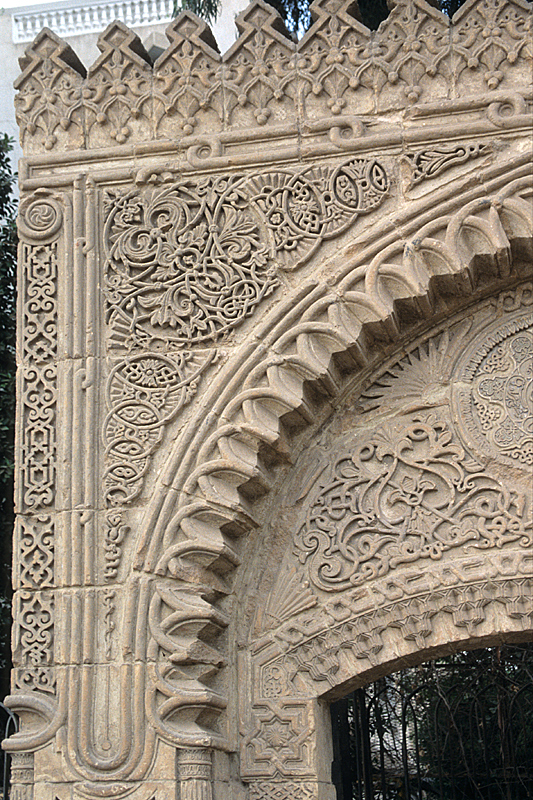
نقوش زخرفية تزين بوابة بيت سليمان باشا الفرنساوي - ليسيه المعادي.

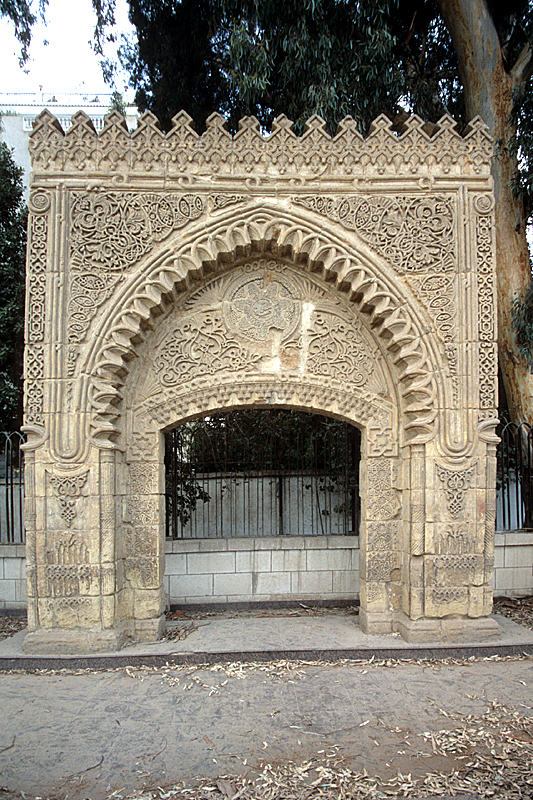
بوابة بيت سليمان باشا الفرنساوي - ليسيه المعادي.

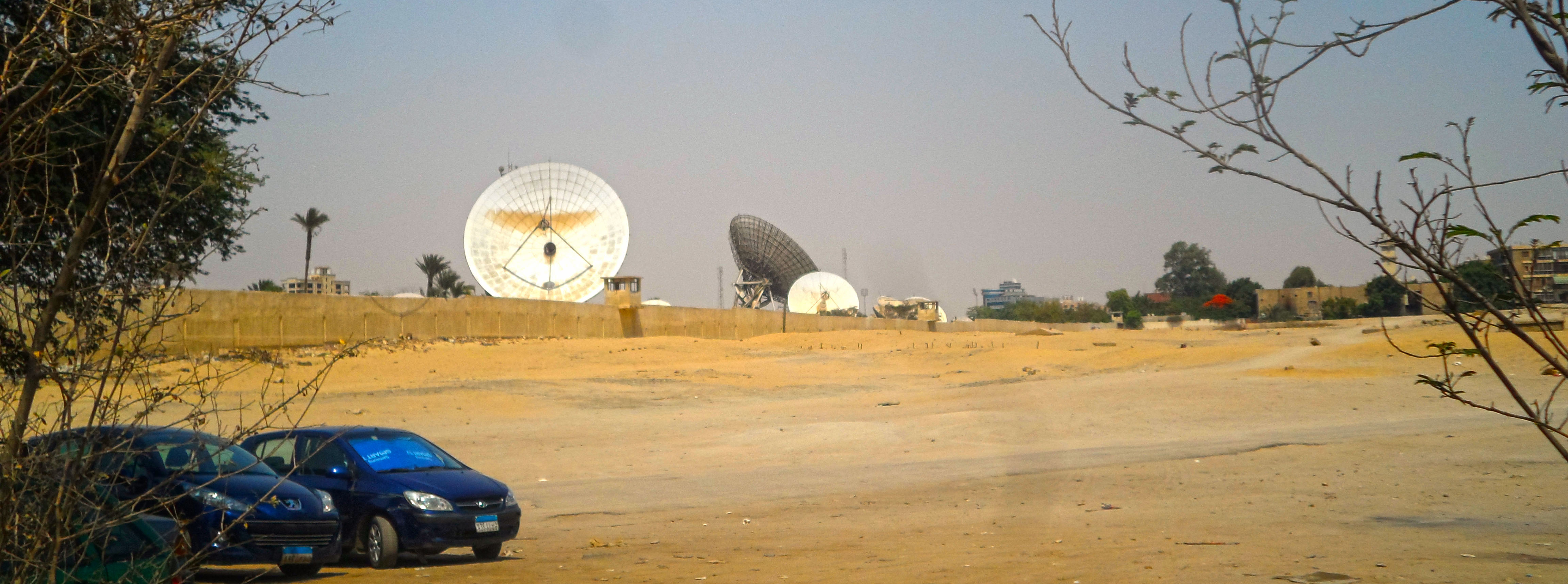
محطة الأقمار الصناعية بالمعادي.

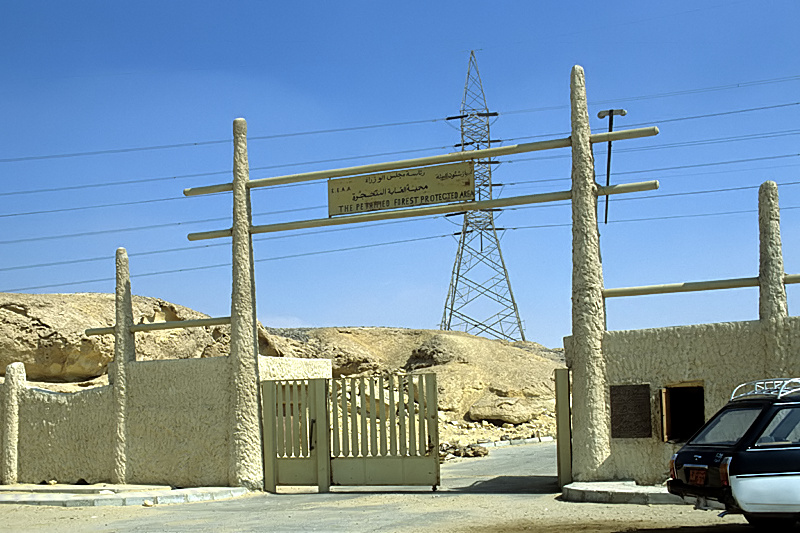
محمية الغابة المتحجرة شرق المعادي.

## ميزاتها
لم يدر بخلد الضابط الكندي الكابتن ألكسندر آدامز مؤسس المعادي ومهندس التخطيط لإنشائها، أن مدينته الصغيرة الهادئة ستصبح الاستثناء الفريد في العاصمة الأكثر ازدحاما في الشرق. ففي خضم الصخب والضجيج اليومي الملازم لشوارع وأحياء القاهرة، تبدو المعادي وشوارعها غارقة في صمت يثير الدهشة والعجب كونها لا تبعد عن وسط العاصمة بأكثر من عشرة كيلومترات جنوبا، إلا أنها لا تزال تحتفظ برونقها وخصوصيتها في إطار تلك الأصوات التي دعت قبل مائة عام تقريبا لإنشاء حي سكني مميز وخاص لطبقة الارستقراط المصريين، التي كانت تضم الباشاوات والنخبة الحاكمة وبعض المثقفين بالإضافة إلى الجالية الإنجليزية، وذلك للهروب من زحام القاهرة واكتظاظها في بداية القرن العشرين.[بحاجة لمصدر]

## التاريخ

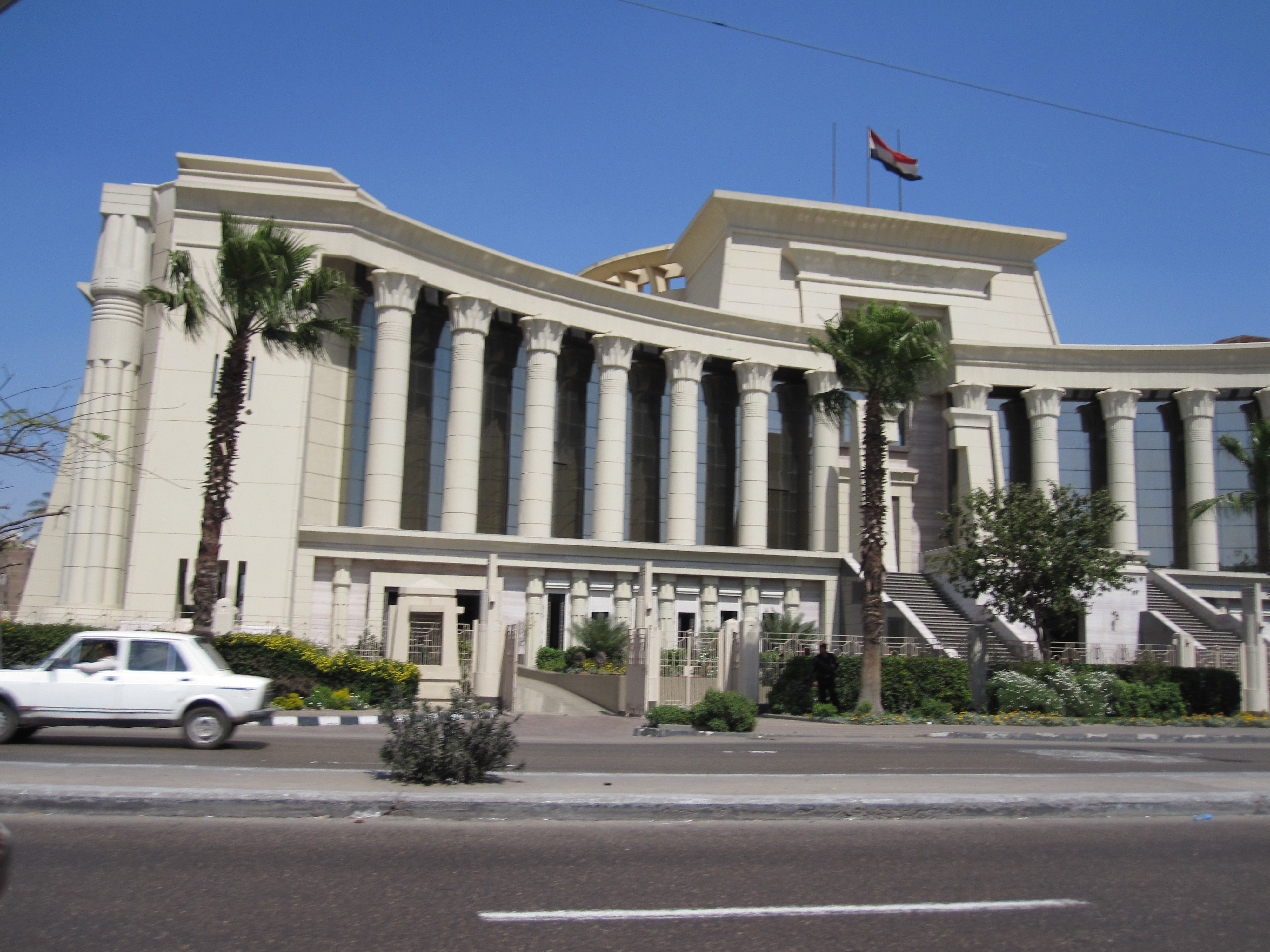
تقع المحكمة الدستورية العليا المصرية بمنطقة المعادي

أنشأ المنطقة الخديوي إسماعيل (1830 - 1895) الذي قرر في نهاية القرن التاسع عشر استثمار منطقة حلوان التي تبعد 25 كيلومترا جنوب القاهرة بإقامة منتجع سياحي استشفائي في المدينة الصغيرة ذات الحدائق الغنّاء وعيون المياه الكبريتية، فضلًا عن قربها من مناطق الآثار الفرعونية مثل سقارة والجيزة مما يجعلها هدفا للبرامج السياحية الغربية. وفي عام 1868 أرسل إسماعيل مجموعة من الخبراء من بينهم طبيبه الخاص إلى حلوان لبحث طبيعة الآبار وإمكانية تنمية المكان واستثماره. وأشار الخبراء إلى الخصائص الطبية الهامة الموجودة في آبار حلوان، فقرر الخديوي إسماعيل بناء قصر بها عام 1877 ووهبه لأمه وسمي «بقصر الوالدة». شجع تشييد القصر أبناء الأسرة المالكة والأثرياء والأجانب إلى إنشاء القصور والفيلات الفخمة في ذات المنطقة، وهو ما استدعى ربط حلوان بالقاهرة بخط سكة حديدي لتسهيل الوصول إليها، وكان ذلك في عام 1880. ومع افتتاح خط السكك الحديدية الجديد عام 1889 بدأ المستثمرون في شراء الأراضي بجوار الطريق، وأسفرت عملية البيع في بداية القرن العشرين عن حصول أسرة موصيري أحد زعماء الجالية اليهودية في ذلك الوقت على مساحات كبيرة من تقسيم المعادي بعد شرائها من شركة أراضي الدلتا التي أسستها الطبقة الأرستقراطية البريطانية في مصر.
وقام الضابط الكندي آدامز بالتخطيط لإنشاء المدينة كحي سكني ذي نسق واحد على الطراز البريطاني الاستعماري من خلال الشوارع المستقيمة وبناء الفيلات ذات الطابقين والحديقة الأمامية المليئة بأشجار الزينة النادرة. وتولت الشركة الترويج للسكن في الحي الهادئ، وفي عام 1910 قامت الشركة المشرفة على تطوير المعادي بإنشاء ناد رياضي أطلقت عليه اسم «المعادي سبورتنج» وأقامت فيه ملاعب الجولف والكروكيت والهوكي والفروسية وحماما للسباحة إضافة إلى المساحات الخضراء والحدائق وعدة مبان للمطاعم والضيافة.
في عام 1912 و1913، بنى فرانك شومان أول محطة للطاقة الحرارية الشمسية في العالم في ضواحي المعادى لضخ الماء نهر النيل إلى حقول القطن المجاورة.
ومن محطة قطار المعادي، كانت تتفرع شوارع المنطقة بشكل مستقيم نحو الميادين الرئيسية في نواحي الحي المختلفة، وحمل الشارعان الرئيسيان اسمي ملوك مصر آنذاك، فؤاد الأول والأمير فاروق، بينما سميت الشوارع الأخرى بأسماء مؤسسيها من اليهود والبريطانيين. فكانت تسمى قطاوي وموصيري وآدامز ووليامسون، إلا أنها تغيرت في الأعوام الأخيرة لتحل محلها الأرقام مثل شارع 9 الرئيسي والموازي لخط المترو وشارع 105 وغيرها.
ومع تزايد هجرة القاهريين إلى المعادي أنشأت الأقلية اليهودية معبدا في عام 1934 بناه الثري مائير بيتون وأسماه مائير عينايم، وأسس بعدها الحي اليهودي في المعادي وأصبح الحي مركز جذب لليهود المصريين، حيث شيدت فيه الفيلات الفاخرة لأثرياء الطائفة أمثال عائلة شيكوريل ومزراحي إلى جوار منازل اليهود الاشكناز من عائلات التمان وولف وليفشيش وروتشيلد. وبلغ عددهم في منتصف الأربعينيات ما يقرب من 20 ألف شخص شكلوا ثلث سكان الحي. بعدها أنشأ المسيحيون كنيسة كاثوليكية، كما شيد المسلمون أول مسجد في المعادي عام 1939 افتتحه الملك فاروق الأول ملك مصر في ذلك الوقت وأطلق عليه اسمه «مسجد الفاروق».
وكانت المعادي على موعد مع الحرب العالمية الثانية إذ وصل إليها في عام 1940 ما يقرب من 76 ألف جندي من نيوزيلندا، استقروا في معسكر ضخم في منطقة يطلق عليها «وادي دجلة» جنوب المعادي. وتعايش الجنود مع أهل المعادي واختلطوا مع سكان الحي بل إن بعضهم قرر الاستقرار في مصر بعد نهاية الحرب، حتى بعد أن غادرت الفرقة إلى نيوزيلندا عام 1946 وقدموا قبل رحيلهم نصبا تذكاريا يشكرون فيه سكان الحي على كرم الضيافة طيلة المدة التي قضتها القوة هناك.
وعلى الرغم من مرور السنوات ورحيل الأجانب عن مصر، إلا أن حي المعادي ما زال مفضلاً من قبل الجاليات الأجنبية، إذ لا تزال أعداد كبيرة منهم تعيش فيه نظرا لطابعه الغربي، الذي يبدو جليّاً في مؤسسات التعليم الأجنبية المنتشرة فضلا عن النوادي الرياضية والمؤسسات الاجتماعية والدينية والأماكن الترفيهية والمطاعم التي تساهم في دفع مشاعر الغربة عن الأجنبي المقيم في مصر. كما فضلت دول كثيرة تشييد سفاراتها هناك إذ تحوي المعادي اليوم 26 سفارة أجنبية.
ومع التزايد السكاني اتسعت رقعة الحي الهادئ وبات يحدها من الغرب شارع كورنيش النيل، بينما يحدها طريق الأوتوستراد الممتد من حلوان إلى مدينة نصر من الشرق، حيث أنشئت ضاحية المعادي الجديدة ومنطقة زهراء المعادي ومدينة المعراج القريبة من سفح المقطم
سميت بالمعادى لوجود «معدية» لعبور النيل. كانت المعادي حتى نهاية الاربعينات تخضع إداريا لمحافظة الجيزة ناحية البساتين.
- أصبحت المناطق التابعة لقسم المعادي تابعة لمحافظة حلوان منذ عام 2008 طبقا لقرار جمهوري، ولكن في العام 2011 صدر قرار جمهوري آخر يلغي محافظة حلوان، وأصبحت مدينة وليس حي وهي تابعة لمحافظة القاهرة.

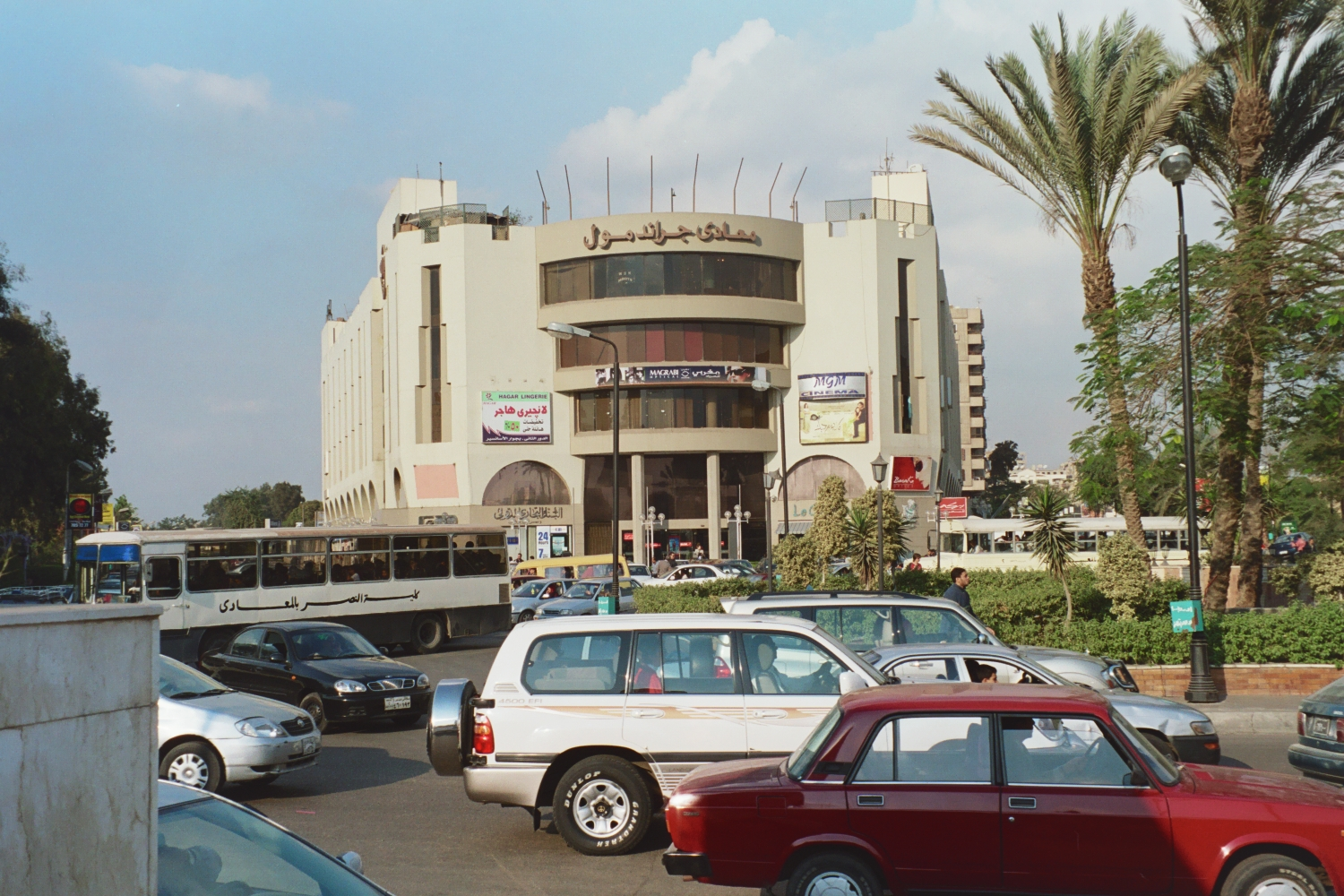
المعادي جراند مول

تعتبر منطقة أو حي المعادي القديمة مقرّاً للسفارات ومقر للهيئات الدولية والخبراء الأجانب. كما أنها تشتهر بأبراجها المرتفعة والتي يبلغ ارتفاع بعضها ارتفاع الهرم الأكبر.[بحاجة لمصدر]
كما أن ضفاف نيلها مقر لعدة فنادق فخمة مثل «فندق كايروتيل» وفندق سوفيتل وملاهي ليلية ومطاعم شهيرة ومراكز للتسوق مثل «معادي سيتي سنتر» «كارفور المعادي». ومن أشهر مبانيها أكاديمية السادات، مكتبة المعادي العامة ومدارس الليسيه الفرنسية وكلية فيكتوريا ونادي المعادي ونادي وادي دجلة ونادي الصيد
- تتكون المعادي من مناطق رئيسية وهي:

المعادي القديمة، ثكنات المعادي، دجلة وزهراء المعادي ومدينة المعراج. مناطق المعادي الجديدة، عرب المعادي وحدائق المعادي.

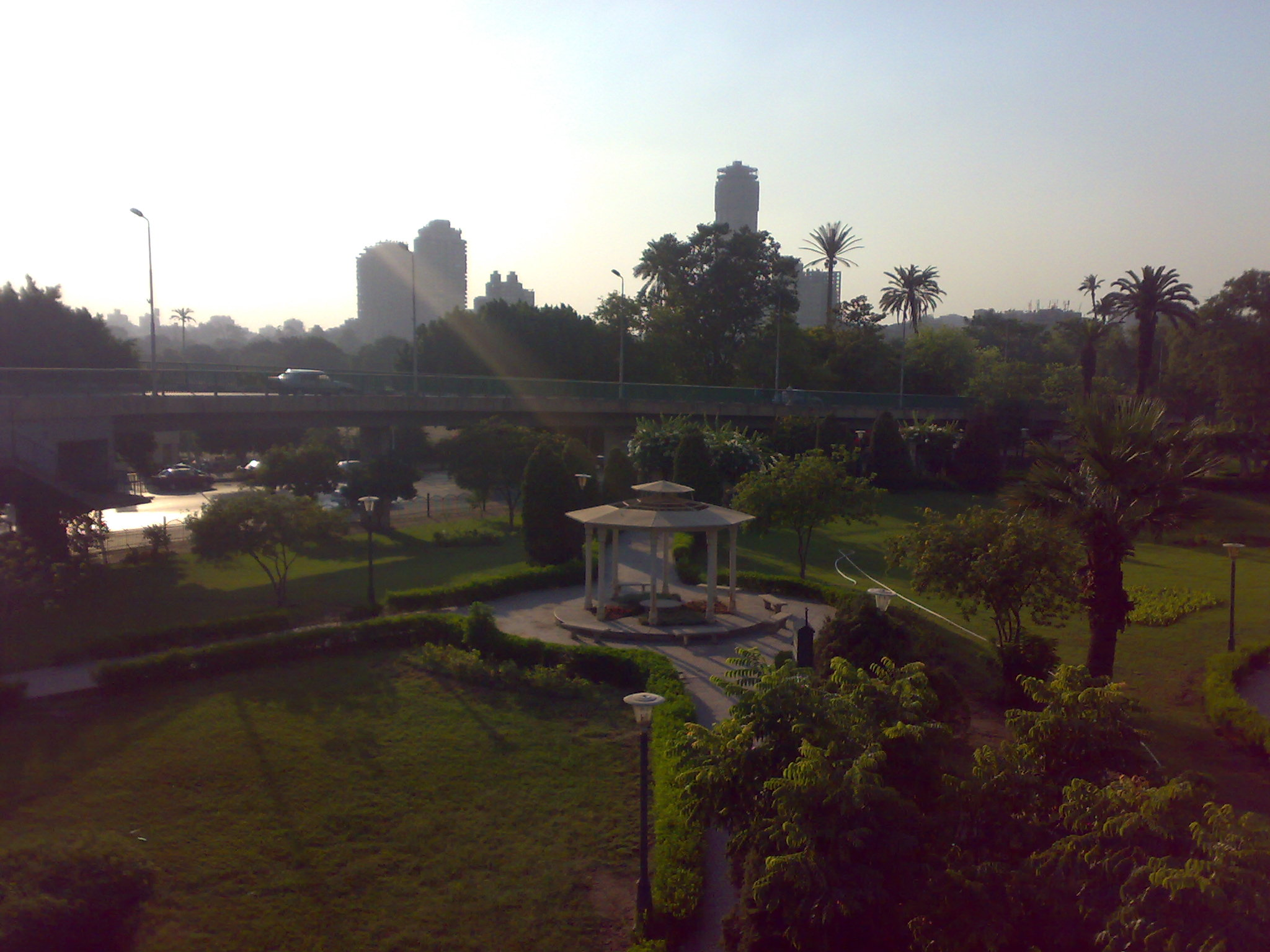
حديقة عامة بالمعادي.

## المعالم
- المحكمة الدستورية العليا.
- المجمع الطبي للقوات المسلحة بالمعادي.
- المعادي جراند مول.
- نادي وادي دجلة.

### المعادي الجديدة
وتضم مناطق المعادي الجديدة من ميدان اللاسلكي وحتى الاوتوستراد بالإضافة إلى مساكن العرائس وصقر قريش ومساكن الشركة الكويتية
تتميز بكثرة شركات البترول وأشهرها شركة بترول خليج السويس، وكذلك بعض الشركات الايبيسي الأخرى، كما أن بها مقر لتجمع الفنانين حيث يتم تصوير الكثير من مشاهد الأفلام السينمائية.
وأيضا تعتبر منطقهة العرب هي أكثر المناطق الشعبية بالمعادي بجانب منطقه البساتين وتعتبر عرب المعادي هي عاصمة المعادي لما يتوافر بها من محلات تجارية وحرفية ووسائل مواصلات مختلفة ولموقعها الذي يربط بين جميع مناطق المعادي.

## المناطق

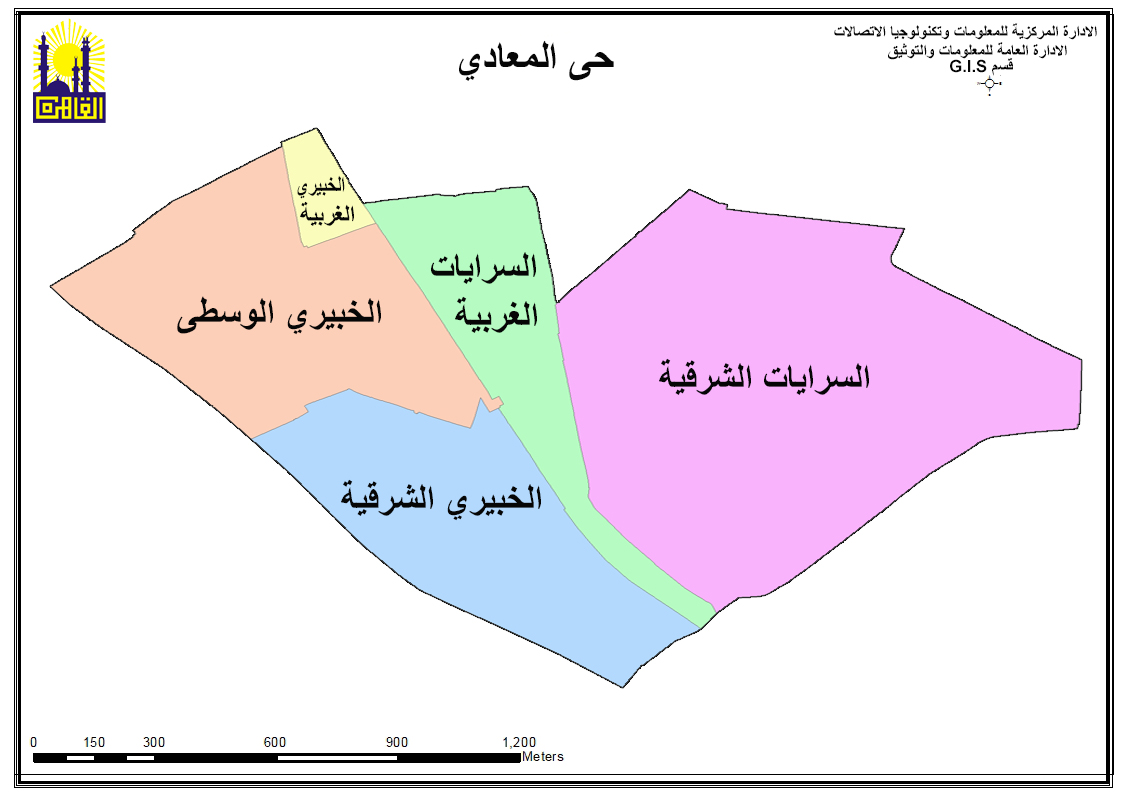

المعادي هي منطقة تقع في المنطقة الجنوبية من القاهرة، وتنقسم إلى خمس شياخات.
| الشياخة                | السكان (2018) |
| ---------------------- | ------------- |
| معادي الخبيري الشرقية  | 7532          |
| معادي الخبيري الغربية  | 2656          |
| معادي الخيري الوسطى    | 27400         |
| معادي السرايات الشرقية | 25647         |
| معادي السرايات الغربية | 26997         |

## الثقافة الشعبية
نالت المعادي شهرة واسعة في الوطن العربي نظرًا لإقامة أبطال السلسلة البوليسية المغامرون الخمسة فيها، كما تم تصوير العديد من الأفلام العربية القديمة وحديثا تم تصوير فيلم أحلى الأوقات وشارع 18 وأجزاء من فيلم آسف على الإزعاج، وفيلم «المصلحة» وفيلم «دكان شحاتة» وفيلم «الإرهابي» ومسلسل «إمبراطورية مين؟؟» ومسلسل «تحت السيطرة» ومسلسل «سابع جار» وأجزاء من مسلسل «خلي بالك من زيزي».

## المحميات الطبيعية
- محمية وادي دجلة
- محمية الأشجار المتحجرة